# Astaena tarsalis
Astaena tarsalis är en skalbaggsart som beskrevs av Moser 1918. Astaena tarsalis ingår i släktet Astaena och familjen Melolonthidae. Inga underarter finns listade.